# Symfoni nr 2 (Beethoven)

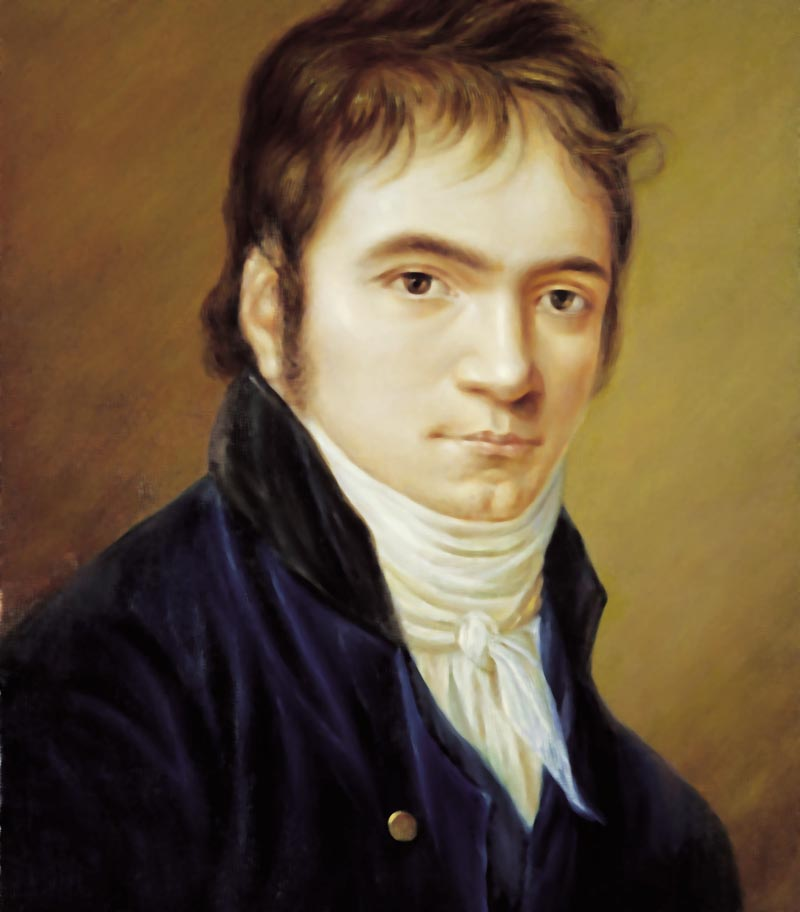
Porträtt av Beethoven 1803.

Symfoni nr 2 i D-dur, opus 36 av Ludwig van Beethoven skrevs 1801–02 och är tillägnad Prins Lichnowsky.
Andra symfonin är ett av de sista verken i Beethovens så kallade tidiga period och skrevs till största delen under Beethovens vistelse i Heiligenstadt år 1802. Vid den tiden hade Beethovens dövhet börjat bli uppenbar och han kom till insikt om att den inte skulle gå att bota. Symfonin uruppfördes på Theater an der Wien den 5 april 1803 under ledning av tonsättaren. Vid samma konsert uruppfördes också Pianokonsert nr 3 och oratoriet Christus am Ölberge.
Symfonin är skriven för två flöjter, två oboer, två klarinetter, två fagotter, två valthorn, två trumpeter, timpani och stråkar. Beethoven arrangerade också symfonin för pianotrio med samma opusnummer.
Andra symfonin består av fyra satser:
1. Adagio molto – Allegro con brio
2. Larghetto
3. Scherzo: Allegro
4. Allegro molto

Speltid: 33–36 minuter.